# Stanisław Chlebowski (1890–1969)

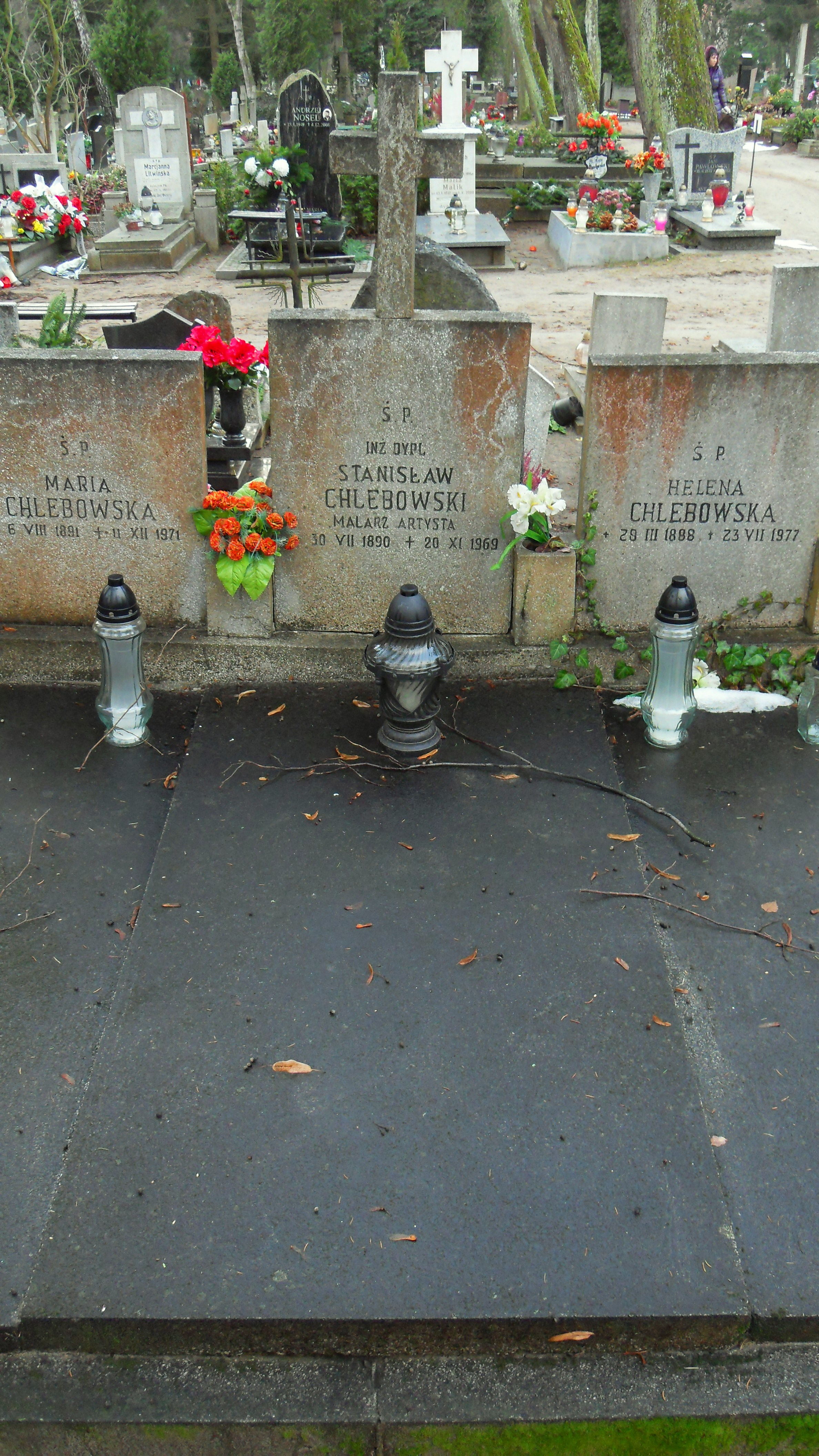
Grób na cmentarzu Oliwskim

Stanisław Wincenty Chlebowski (ur. 30 lipca 1890 w Braniewie, zm. 20 listopada 1969 w Gdańsku) – polski malarz i rysownik.

## Życiorys
Urodził się w 1890 roku w rodzinie inteligenckiej w Braniewie. Ojciec, Antoni Chlebowski, był profesorem filologii klasycznej w gimnazjum w Braniewie, a matka Agata z d. Tempska pianistką. W 1901 roku rodzina wyjechała do Olsztyna. W 1904, po śmierci ojca, zamieszkał z matką i trzema siostrami w Gdańsku. W 1909 uzyskał maturę w gdańskim Gimnazjum Miejskim. W 1910 podjął studia architektoniczne w gdańskiej Wyższej Szkole Technicznej (Technische Hochschule Danzig), w 1915 uzyskał dyplom inżyniera. W czasie studiów w Gdańsku jego nauczycielami malarstwa na prywatnych lekcjach byli August von Brandis i Fritz August Pfuhle. Kontynuował naukę w Dreźnie i Berlinie, gdzie trafił do pracowni Lovisa Corintha. W 1921, zafascynowany impresjonizmem, wyjechał do Paryża. W okresie międzywojennym brał udział w życiu artystycznym Wolnego Miasta Gdańska, będąc jednym z najbardziej znanych gdańskich malarzy. Poza Gdańskiem, gdzie miał własną witrynę wystawową, wystawiał swoje obrazy w Berlinie, Paryżu, Poznaniu i Krakowie. Był współzałożycielem gdańskiego Künstlerbund (Związku Artystów), należał do Towarzystwa Zachęty Sztuk Pięknych w Warszawie i Union Internationalen Fortschrittlichen Künstler (Międzynarodowej Unii Artystów Postępowych) z siedzibą w Düsseldorfie. W czasie działań wojennych w 1945 spłonęła jego pracownia oraz niemal cały dotychczasowy dorobek artystyczny (800 prac).
Główne tematy, jakie Chlebowski podejmował, to martwa natura oraz pejzaż (widoki Gdańska i okolic). Malował też kompozycje kwiatowe oraz sceny rodzajowe. Zainteresowanie francuskim impresjonizmem wpłynęło na wzbogacenie środków artystycznych oraz szczególną wrażliwość na światło.
W 1956 został odznaczony Złotym Krzyżem Zasługi, w 1965 Krzyżem Oficerskim Orderu Odrodzenia Polski i odznaką honorową „Zasłużonym Ziemi Gdańskiej”. W 1957 otrzymał nagrodę plastyczną miasta Gdańska.
Obrazy artysty znajdują się w zbiorach Muzeum Narodowego w Gdańsku i Narodowego Muzeum Morskiego w Gdańsku.
Został pochowany, obok dwóch sióstr, na cmentarzu Oliwskim (kwatera 19-D-1).
Jego siostra Helena Chlebowska była nauczycielką języka polskiego, literatury oraz historii Polski w Wolnym Mieście Gdańsku, bojowniczką o polskość Gdańska.